# Lockstedt
Lockstedt település Németországban, Schleswig-Holstein tartományban. Lakosainak száma 157 fő (2023. december 31.).

## Népesség
A település népességének változása:
| Lakosok száma | 166  | 165  | 144  | 139  | 146  | 152  | 157  |
|               | 1975 | 2014 | 2017 | 2019 | 2021 | 2022 | 2023 |